# المجد للحديث النبوي
قناة المجد للحديث النبوي هي إحدى قنوات شبكة المجد الفضائية، وهي قناة متخصصة في بث الحديث النبوي.
تبث هذه القناة أحاديث الرسول ﷺ وشروحًا لها بطريقة مشابهة لقناة المجد للقرآن الكريم حيث يقرأ المعلق الحديث الذي يظهر مكتوبًا على الشاشة وقد يرفق بشرح لمعاني الكلمات.

## من برامجها
- أصول السنة وهو برنامج خاص بعلم العقيدة.
- برنامج فقه المرأة المسلمة خاص بفروع الفقه.
- برنامج السيرة النبوية خاص بعلم السير.
- برنامج منازل الدار الآخرة خاص بالزهد والرقائق.

## بث القناة
تبث القناة من المدينة المنورة منذ افتتاحها وحتى الآن، 
كانت تُبث عبر قمر النايل سات مُنذ انطلاقتها حتى عام 1431 هـ وفي عام 1432 هـ أصبحت تُبث عبر قمر العرب سات فقط 